# Tinoavele din Munții Oaș
Tinoavele din Munții Oaș este o arie protejată de interes național ce corespunde categoriei a IV IUCN (rezervație naturală, tip botanic) situată în județul Satu Mare, pe teritoriul administrativ al  comunei Cămărzana.
Rezervația naturală formată din Tinovul Cetățuia Mare - Cămârzana (1 ha), Tinovul de la Mărăușa (1,5 ha), Tinovul Trestia (0,4 ha), Tinovul Tăul cu găndaci (0,5 ha) și Tinovul Izvorul Afânari (0,3 ha), reprezintă o zonă de mlaștină oligotrofă cu importanță științifică din punct de vedere floristic, aici întâlnindu-se specii de plante dintre care: ligularia (Ligularia siberica) mușchiul de turbă (Spaghnum squarossum), roua cerului (Drosera rotundifolia), bumbăcărița (Eriophorum angustifolium).